# Baruch Gottlieb
Pour les articles homonymes, voir Baruch et Gottlieb.
 (janvier 2019).
Baruch Bruce Edward Gottlieb, est un artiste pan-médiatique canadien, né le 27 mai 1966 à Montréal.
Ses travaux portent le plus souvent sur les rapports entre pouvoir, argent et amour, en utilisant pour cela des images, techniques et processus industriels.
Il est, avec Mansour Ciss Kanakassy, le créateur du laboratoire « Déberlinisation », concept d'art médiatique faisant référence au partage de l'Afrique lors de la conférence de Berlin en 1885.
Ce laboratoire est à l'origine de l'afro, monnaie imaginaire, conçue comme message d'espoir et symbole du panafricanisme. Afin de matérialiser celle-ci, les deux artistes ont utilisé des techniques numériques, qui leur ont permis de concevoir des billets, dont certains sont à l'effigie de Léopold Sédar Senghor.